# Sint-Christoffelkerk (Aalst)
De Sint-Christoffelkerk of kortweg: Christoffelkerk, tegenwoordig Trinity Church, is een kerkgebouw te Aalst, Nederland, aan De Pracht in de wijk Ekenrooi.
Deze kerk werd gebouwd in 1981 als rooms-katholiek kerkgebouw en de architect was Tilburger P.S. Hooper. Het is een laag gebouw, met schuin aflopende daken en een schuin oplopende klokkentoren, getooid met een kruis. De voorganger van deze kerk was een noodkerkje aan de Tongelreep, dat vanaf 1958 dienstdeed. Op 1 juli 2008 werd de kerk onttrokken aan de eredienst, om vanaf 15 november 2009 verhuurd te worden aan de Trinity Church Eindhoven, een Anglicaanse kerkgemeenschap.